# Wahlenbergia globularis
Wahlenbergia globularis är en klockväxtart som beskrevs av Franz Elfried Wimmer. Wahlenbergia globularis ingår i släktet Wahlenbergia och familjen klockväxter.
Artens utbredningsområde är Peru. Inga underarter finns listade i Catalogue of Life.